# Liste des édifices religieux de Saint-Étienne
Cet article présente la liste des édifices religieux situés dans le territoire de la ville de Saint-Étienne.
Note : cette liste n'est pas exhaustive.

## Catholique
- Cathédrale Saint-Charles, place Jean Jaurès.
- Église de la Nativité, place du Château de Rochetaillée.
- Église de la Nativité-de-la-Sainte-Vierge, rue Ritet.
- Église Notre-Dame, rue Dormand.
- Église Notre-Dame, impasse Gérard Thivollet de Terrenoire.
- Église Notre-Dame-de-la-Paix, place Paul Louis Courier.
- Église Notre-Dame-de-Lourdes, rue Alfred Colombet.
- Église Notre-Dame, place de l'Abbaye, de Valbenoîte.
- Église du Sacré-Cœur, avenue de Verdun à la Terrasse.
- Église Sainte-Barbe, place Garibaldi au Soleil.
- Église Sainte-Claire, rue Charles Gounod de Montreynaud.
- Église Sainte-Marguerite, rue Terrenoire de Montplaisir.
- Église Sainte-Marie, rue Élise Gervais.
- Église Sainte-Thérèse, rue de Lougansk.
- Église Saint-André, place de la République de la Côte Chaude.
- Église Saint-Curé-d'Ars, rue Marcellin Champagnat.
- Église Saint-Ennemond, place Joannès Merlat de Beaubrun.
- Église Saint-François-Régis, place Jean Doron.
- Église Saint-Jean-Baptiste, place Girodet de Montaud.
- Grand'Église, rue Guy Colombet.
- Église Saint-Louis, rue Gambetta.
- Église Saint-Marc, rue du Père Volpette de Montreynaud.
- Église Saint-Pierre, rue Edgar Degas de la Marandinière.
- Église Saint-Pierre-Saint-Paul, rue Berthelot à la Rivière.
- Église Saint-Roch, place Saint-Roch.
- Église Saint-Victor, rue du Prieuré de Saint-Victor-sur-Loire.

## Chapelles
- Chapelle Notre-Dame de Bon-Secours, place des Pères.
- Chapelle du centre Saint-Augustin, rue Béraud.
- Chapelle de la Charité de l'hôpital, rue Fougerolle.
- Chapelle de l'Institut des jeunes sourds, rue Franklin.
- Chapelle de l'institution Notre-Dame-d'Espérance, rue du Mortier.
- Chapelle de la maison Saint-François, rue Barthélémy Ramier.
- Chapelle Notre-Dame, rue de Bréat au Bréat.
- Chapelle Notre-Dame-des-Sept-Douleurs, chemin de la Chapelle de Rochetaillée.
- Chapelle des Petites Sœurs des Pauvres, rue Denis Épitalion.
- Chapelle Saint-Bernard de l'ancien couvent des Sœurs franciscaines de Sainte-Marie-des-Anges, rue Buisson.
- Chapelle Saint-Joseph, rue Joanny Durand de Monthieu.
- Chapelle du centre de gériatrie et d'accueil spécialisé, rue Étienne Dolet.
- Chapelle Saint-Michel du lycée privé Sévigné, rue Michelet.
- Chapelle du Cœur de L'immaculé de Marie, place Foch.
- Chapelle de la maison de retraite Saint-Vincent-de-Paul, avenue Jacquemond de Montaud.
- Chapelle de l'Institution Sainte-Marie, rue des Frères Chappe.
- Chapelle du Centre Sainte-Élisabeth, rue Gayet.
- Chapelle Sainte-Chapelle, rue de la Sainte-Chapelle.
- Chapelle de l'Immaculée Conception, rue Victor Duchamp.

## Protestant
- Temple protestant de Saint-Étienne, rue Élisée Reclus.
- Temple réformé, rue Marcel Sembat.
- Temple réformé, place Paul Painlevé du Crêt de Roc (désaffecté).

## Évangélique
- Église apostolique, rue de la République.
- Assemblée protestante évangélique, rue Léon Lamaizière.
- Église évangélique adventiste, rue Beaumier.
- Église évangélique baptiste, rue Denis Épitalion.
- Église évangélique réunions chrétiennes, rue Moisson Desroches.
- Centre évangélique, rue Balay.
- Assemblée évangélique Moisson, rue Saint-Joseph.
- Église protestante évangélique, rue Francis Baulier.

## Rite Arménien
- Église Arménienne, rue Bernard Palissy.

## Musulman
- Grande Mosquée Mohamed-VI, Rue Docteurs henri et Bernard Muller.
- Mosquée El-Moustapha, rue Charles Gounod de Monteynaud.

## Israélite
- Synagogue, rue d'Arcole.

## Églises millénaristes
- Église de Jésus-Christ des saints des derniers jours, rue Robinson.
- Salle du royaume des témoins de Jéhovah, rue du Mont.
- Salle du royaume des témoins de Jéhovah, impasse Vacher.

## Culte antoiniste
- Temple, rue Caussidière.

## Orthodoxe
- Église orthodoxe grecque, rue de la Jomayère.